# Nulldimensionaler Raum
Nulldimensionaler Raum ist ein Begriff aus dem mathematischen Teilgebiet der Topologie. Es handelt sich um Räume der topologischen Dimension 0, wobei dies vom verwendeten Dimensionsbegriff abhängt. Geht aus dem Zusammenhang nicht hervor, welche Dimension gemeint ist, so sagt man die Dimension dazu. In vielen Fällen ist das aber nicht nötig, da die Dimensionsbegriffe beispielsweise für Mannigfaltigkeiten übereinstimmen.

## Definition
Ein topologischer Raum {\displaystyle X} heißt null-dimensional, falls er bezüglich der Lebesgue'schen Überdeckungsdimension oder bezüglich der kleinen oder großen induktiven Dimension null-dimensional ist, das heißt in Formeln:
- {\displaystyle \mathrm {dim} (X)=0} (Lebesgue'sche Überdeckungsdimension)
- {\displaystyle \mathrm {Ind} (X)=0} (große induktive Dimension)
- {\displaystyle \mathrm {ind} (X)=0} (kleine induktive Dimension)

## Total separierte Räume
Total separierte Räume sind konzeptionell stark mit den verschiedenen Definitionen nulldimensionaler Räume verwandt.

### Definition
Ein topologischer Raum heißt total separiert, falls es zu je zwei verschiedenen Punkten {\displaystyle x,y} eine offene abgeschlossene Menge gibt, die {\displaystyle x}, aber nicht {\displaystyle y} enthält.

### Charakterisierungen und Eigenschaften
Jeder total separierte Raum ist automatisch ein Hausdorff-Raum und total unzusammenhängend. Ein topologischer Raum ist genau dann total separiert, wenn die Stone-Čech-Kompaktifizierung injektiv ist und in einen Stone-Raum abbildet. Durch eine Einschränkung dieser Abbildung auf ihr Bild lässt sich auch jeder total separierte Raum bijektiv auf einen Hausdorff-Raum mit kleiner induktiver Dimension 0 abbilden.
Jeder Hausdorff-Raum, der kleine induktive Dimension 0 oder große induktive Dimension 0 hat, ist automatisch total separiert.

## Räume mit kleiner induktiver Dimension 0

### Definition
Ein topologischer Raum {\displaystyle X} hat kleine induktive Dimension 0, {\displaystyle \mathrm {ind} (X)=0}, falls es zu jedem Punkt {\displaystyle x\in X} und jeder offenen Umgebung {\displaystyle U} von {\displaystyle x} eine offene Umgebung {\displaystyle V} von {\displaystyle x} gibt, sodass {\displaystyle V} auch abgeschlossen ist und eine Teilmenge von {\displaystyle U} ist.

### Charakterisierungen und Eigenschaften
Die folgenden Eigenschaften sind äquivalent für einen topologischen Raum:
- Er hat kleine induktive Dimension 0.
- Er besitzt eine Basis aus offenen abgeschlossenen Mengen. Dies wird teilweise auch als Definition verwendet, zum Beispiel in [1].
- Für jeden Punkt {\displaystyle x} und jede abgeschlossene Teilmenge {\displaystyle A}, die {\displaystyle x} nicht enthält, gibt es eine offene abgeschlossene Menge {\displaystyle U}, sodass {\displaystyle A} eine Teilmenge von {\displaystyle U} ist, aber {\displaystyle x} nicht in {\displaystyle U} liegt.

Jeder Raum mit kleiner induktiver Dimension 0 ist regulär, aber nicht zwingend ein Hausdorff-Raum.

### Hausdorff-Räume mit kleiner induktiver Dimension 0
Für einen topologischer Raum mit kleiner induktiver Dimension 0 lässt sich die Hausdorff-Eigenschaft auch auf viele andere Arten beschreiben. Es sind für einen solchen Raum äquivalent:
- Er ist ein Hausdorff-Raum.
- Er erfüllt das Trennungsaxiom {\displaystyle T_{0}}, also für je zwei verschiedene Punkte {\displaystyle x,y} gibt es eine offene Menge, die genau einen der beiden Punkte enthält.
- Er ist total separiert.

Ein topologischer Raum ist genau dann ein Hausdorff-Raum mit kleiner induktiver Dimension 0, wenn die Stone-Čech-Kompaktifizierung eine injektive Einbettung in einen Stone-Raum ist.
Jeder Hausdorff-Raum mit kleiner induktiver Dimension 0 ist total unzusammenhängend.
Jeder lokalkompakte, total unzusammenhängende Hausdorff-Raum hat kleine induktive Dimension 0.

## Räume mit großer induktiver Dimension 0

### Definition
Ein topologischer Raum {\displaystyle X} hat große induktive Dimension 0, {\displaystyle \mathrm {Ind} (X)=0}, falls es zu jeder abgeschlossenen Menge {\displaystyle A\subseteq X} und jeder offenen Menge {\displaystyle U}, die {\displaystyle A} als Teilmenge enthält, eine offene abgeschlossene Menge {\displaystyle V} gibt mit {\displaystyle A\subseteq V\subseteq U}. Solche Räume heißen auch Ultranormal.

### Charakterisierungen und Eigenschaften
Die folgenden Eigenschaften sind äquivalent für einen topologischen Raum {\displaystyle X}:
- Er hat große induktive Dimension 0, {\displaystyle \mathrm {Ind} (X)=0}.
- Für je zwei disjunkte, abgeschlossene Mengen {\displaystyle A} und {\displaystyle B} gibt es eine offene abgeschlossene Menge {\displaystyle U}, sodass {\displaystyle A} eine Teilmenge von {\displaystyle U} ist und {\displaystyle B} zu {\displaystyle U} disjunkt ist.
- Der Raum hat Lebesgue-Überdeckungsdimension 0, {\displaystyle \mathrm {dim} (X)=0}. Das heißt, jede endliche offene Überdeckung von {\displaystyle X} besitzt eine Verfeinerung, die {\displaystyle X} mit disjunkten offenen Mengen überdeckt.
- Jede lokal endliche offene Überdeckung von {\displaystyle X} besitzt eine Verfeinerung, die {\displaystyle X} mit disjunkten offenen abgeschlossenen Mengen überdeckt.

Jeder topologische Raum mit großer induktiver Dimension 0 ist normal, aber nicht zwingend ein Hausdorff-Raum.

### Hausdorff-Räume mit großer induktiver Dimension 0
Jeder {\displaystyle T_{1}} Raum, also jeder Raum in dem Punkte abgeschlossen sind, der große induktive Dimension 0 hat, ist bereits ein Hausdorff-Raum.
Aus der Definition folgt, dass jeder solche Raum auch kleine induktive Dimension 0 besitzt, total separiert ist und total unzusammenhängend ist.
Jeder kompakte total unzusammenhängende Hausdorff-Raum hat große induktive Dimension 0.
Jeder separable metrische Raum mit kleiner induktiver Dimension 0 hat auch große induktive Dimension 0.

### Vergleich mit Lebesgue-Dimension 0
Ein topologischer Raum hat genau dann große induktive Dimension 0, wenn auch seine Lebesgue-Dimension 0 ist.
Für höhere Dimensionen stimmen große induktive Dimension und Lebesgue-Dimension nicht mehr überein. Es gibt normale Räume mit {\displaystyle \mathrm {ind} (X)=0}, {\displaystyle \mathrm {dim} (X)=1} und {\displaystyle \mathrm {Ind} (X)=2}.
Schränkt man in der Definition für die Lebesgue-Dimension nicht ein, dass die Überdeckung endlich oder zumindest lokal endlich ist, so heißt der Raum ultraparakompakter Raum. Das sind die parakompakten Räume mit Lebesgue-Überdeckungsdimension 0. Insbesondere besitzt jeder kompakte Raum mit Lebesgue-Dimension 0 die Eigenschaft, dass sich jede offene Überdeckung zu einer Überdeckung durch offene abgeschlossene Mengen verfeinern lässt.

## Kompakte Hausdorff-Räume mit Dimension 0
Im wichtigen Fall kompakter Hausdorff-Räume {\displaystyle X} sind folgende Aussagen äquivalent:
- {\displaystyle \mathrm {dim} (X)=0}.
- {\displaystyle \mathrm {Ind} (X)=0}.
- {\displaystyle \mathrm {ind} (X)=0}.
- {\displaystyle X} ist total unzusammenhängend.
- {\displaystyle X} ist ein Stone-Raum.

Im Allgemeinen liegen aber nicht so einfache Verhältnisse vor, denn es gibt total unzusammenhängende, metrisierbare, separable Räume mit {\displaystyle \mathrm {dim} (X)>0} und es gibt normale Räume mit {\displaystyle \mathrm {ind} (X)=0},  {\displaystyle \mathrm {dim} (X)=1} und {\displaystyle \mathrm {Ind} (X)=2}.

## Beispiele und Gegenbeispiele

### Hausdorff-Räume
- Diskrete Mengen sind nulldimensional nach beiden induktiven Definitionen und total separiert.
- Die Cantormenge ist ein kompakter total unzusammenhängender Hausdorff-Raum und damit auch total separiert und nulldimensional in beiden induktiven Dimensionen.
- Allgemeiner ist jeder Stone-Raum nulldimensional in beiden induktiven Definitionen und total separiert.
- Die rationalen Zahlen sind total separiert und nulldimensional nach beiden induktiven Definitionen. Eine offene abgeschlossene Basis ist durch Intervalle zwischen irrationalen Zahlen gegeben.
- Der Knaster-Kuratowski-Fan, bei dem die Spitze entfernt wurde, ist ein total unzusammenhängender Hausdorff-Raum, der nicht total separiert und damit auch nicht nulldimensional nach einer der induktiven Definitionen ist.
- Für jede Ordinalzahl {\displaystyle \alpha } bildet der Raum der Ordinalzahlen bis einschließlich {\displaystyle \alpha } mit der Ordnungstopologie einen Stone-Raum und damit auch einen nach beiden induktiven Definitionen nulldimensionalen und total separierten Raum.
- Für die kleinste überabzählbare Ordinalzahl {\displaystyle \omega _{1}} ist die Menge der Ordinalzahlen echt kleiner als {\displaystyle \omega _{1}} genau die Menge der abzählbaren Ordinalzahlen. Diese Menge ist mit der Ordnungstopologie total separiert und nulldimensional nach beiden Definitionen, aber nicht parakompakt.[10] Die Überdeckung {\displaystyle \textstyle X=\bigcup _{\alpha <\omega _{1}}\{\beta \mid \beta \leq \alpha \}} besitzt keine lokal endliche Verfeinerung, aber jede lokal endliche Überdeckung kann zu einer Überdeckung verfeinert werden, in der jeder Punkt nur in einer Menge ist.
- Allgemeiner ist für jede Ordinalzahl mit überabzählbarer Kofinalität die Menge der echt kleineren Ordinalzahlen lokalkompakt, nulldimensional nach beiden induktiven Definitionen, aber nicht parakompakt.
- Es sei {\displaystyle X} das Produkt aus der Menge der Ordinalzahlen kleiner oder gleich der kleinsten überabzählbaren Ordinalzahl {\displaystyle \omega _{1}} mit der Menge der Ordinalzahlen kleiner oder gleich der kleinsten unendlichen Ordinalzahl {\displaystyle \omega _{0}}, wobei der Punkt {\displaystyle (\omega _{1},\omega _{0})} entfernt wurde. Dann ist {\displaystyle X} lokalkompakt und hat kleine induktive Dimension 0. Gleichzeitig ist {\displaystyle X} aber nicht normal und hat damit auch nicht große induktive Dimension 0.[11]
- Eine Mannigfaltigkeit ist genau dann Nulldimensional bezüglich einer der oben genannten Definitionen, wenn sie diskret ist, also als Mannigfaltigkeit Dimension 0 hat.

### Nicht-Hausdorff'sche Räume
- Der Raum der natürlichen Zahlen zusammen mit zwei unendlichen Punkten bildet einen topologischen Raum, wobei eine Teilmenge genau dann abgeschlossen ist, wenn sie endlich ist oder beide unendlichen Punkte beinhaltet. Dieser Raum ist total unzusammenhängend und {\displaystyle T_{1}}, aber kein Hausdorff-Raum. Damit ist er auch nicht total separiert und hat in keiner induktiven Dimension den Wert 0.
- Die Klumpentopologie auf zwei Elementen definiert einen kompakten Raum, der kein Hausdorff-Raum und damit auch kein total separierter Raum ist. Er ist auch nicht total unzusammenhängend. Dieser Raum ist aber nulldimensional nach beiden induktiven Definitionen.
- Die Topologie auf der Menge {\displaystyle \{x,y\}}, die die offenen Mengen {\displaystyle \{\emptyset ,\{x\},\{x,y\}\}} besitzt, hat große induktive Dimension 0, aber nicht kleine induktive Dimension 0.